# Anna Ólafsdóttir
Anna Ólafsdóttir (ur. 2 września 1932, zm. 21 stycznia 2013 w Reykjavíku) – islandzka pływaczka, olimpijka.
Brała udział w igrzyskach w 1948 w Londynie, na których startowała tylko w zawodach na 200 m stylem klasycznym. W swoim wyścigu eliminacyjnym zajęła ostatnie ósme miejsce (przepłynęła ten dystans w czasie 3:19,9) i odpadła z rywalizacji. W klasyfikacji generalnej została sklasyfikowana na 18. pozycji wśród 22 startujących zawodniczek.
Była wielokrotną rekordzistką kraju na różnych dystansach. Rekordy ustanawiała w latach 1948-1950. Ponadto jej rekordy w wyścigach na 400 metrów stylem grzbietowym oraz na 200, 300 i 500 metrów stylem klasycznym, były najlepszymi wynikami w Islandii jeszcze w 1961 roku.
Rekordy życiowe:
- 50 metrów stylem dowolnym – 37,2 (1949)
- 100 metrów stylem dowolnym – 1:24,4 (1950)
- 50 metrów stylem grzbietowym – 41,3 (1949)
- 100 metrów stylem grzbietowym – 1:28,5 (1949)
- 200 metrów stylem grzbietowym – 3:38,6 (1948), były rekord Islandii
- 400 metrów stylem grzbietowym – 7:27,4 (1948), były rekord Islandii
- 50 metrów stylem klasycznym – 42,0 (1948), były rekord Islandii
- 100 metrów stylem klasycznym – 1:29,3 (1948), były rekord Islandii
- 200 metrów stylem klasycznym – 3:08,2 (1948), były rekord Islandii
- 400 metrów stylem klasycznym – 6:56,6 (1948), były rekord Islandii
- 500 metrów stylem klasycznym – 8:42,2 (1948), były rekord Islandii